# Diagramme global d'interaction

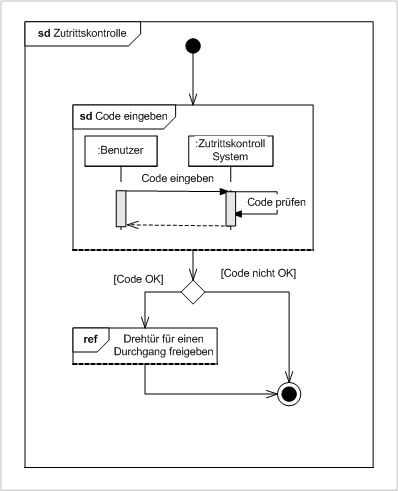

Le Diagramme global d'interaction ou diagramme d'interactivité est un diagramme UML version 2.0 utilisé pour rendre compte de l'organisation spatiale des participants à l'interaction.

Les diagrammes globaux d'interaction définissent des interactions par une variante des diagrammes d'activité, d'une manière qui permet une vue d'ensemble de flux de contrôle.
Ils se concentrent sur la vue d'ensemble de flux de contrôle où les nœuds sont des interactions ou InteractionUses. 
Les lignes de vie et les messages n'apparaissent pas à ce niveau de vue d'ensemble.